# Cocotropus roseus
Cocotropus roseus — вид скорпеноподібних риб родини Aploactinidae. Це морський демерсальний вид, що поширений у тропічних водах на континентальному шельфі на заході Індійського океану біля берегів Індії та Мальдівських островів. Виростає до 4,3 см завдовжки.